# Герт Деферм
Герт Деферм (нід. Geert Deferm, нар. 6 травня 1963, Гасселт) — бельгійський футболіст, що грав на позиції захисника.
Виступав, зокрема, за клуб «Мехелен», у складі якого ставав чемпіоном Бельгії, володарем Кубка Бельгії, Кубка Кубків УЄФА та Суперкубка УЄФА. 

## Ігрова кар'єра
Народився 6 травня 1963 року в місті Гасселт. Вихованець футбольної школи клубу «Вінтерслаг». Дорослу футбольну кар'єру розпочав 1981 року в основній команді того ж клубу, в якій провів два сезони. 
Згодом з 1983 по 1986 рік грав у складі команд клубів «Мехелен» та «Антверпен».
Своєю грою за останню команду знову привернув увагу представників тренерського штабу клубу «Мехелен», до складу якого повернувся 1986 року. Цього разу відіграв за команду з Мехелена наступні вісім сезонів своєї ігрової кар'єри. 1988 року став співавтором найбільших успіхів мехеленської команди — здобуття титулів спочатку володаря Кубка володарів кубків, а згодом й володаря Суперкубка Європи.
Протягом 1994—1996 років захищав кольори клубів «Гент» та «Лув'єрваз».
Завершив професійну ігрову кар'єру у французькому «Ам'єні», за команду якого виступав протягом 1996—1997 років.

## Титули і досягнення
- Чемпіон Бельгії (1):

«Мехелен»: 1988-1989
- Володар Кубка Бельгії (1):

«Мехелен»: 1986-1987
- Володар Кубка Кубків УЄФА (1):

«Мехелен»: 1987-1988
- Володар Суперкубка УЄФА (1):

«Мехелен»: 1988